# William Redfield
William Henry „Billie“ Redfield (* 26. Januar 1927 in New York City; † 17. August 1976 ebenda) war ein US-amerikanischer Schauspieler.

## Leben
Redfields Karriere begann 1938 am Broadway in dem Stück Our Town. Als Gründungsmitglied der berühmten New Yorker Schauspielwerkstatt The Actors Studio war er in Produktionen wie A Man for All Seasons, Hamlet oder Out of This World zu sehen.
Eine seiner bekanntesten Filmrollen war die des Patienten Dale Harding in Miloš Formans Einer flog über das Kuckucksnest aus dem Jahr 1975. Daneben wirkte er in zahlreichen Fernsehproduktionen mit, beispielsweise in der Serie Männerwirtschaft als Floyd, jüngerer Bruder von Tony Randalls Figur Felix Unger, in Gnadenlose Stadt oder in Jung und Leidenschaftlich – Wie das Leben so spielt.
Als Autor des Buches Letters from an Actor beschreibt er seine Arbeit in der von 1964 stammenden internationalen Bühnenproduktion von Hamlet mit Sir John Gielgud als Regisseur und Richard Burton als Hauptdarsteller.
Während der Dreharbeiten zu Einer flog über das Kuckucksnest wurde bei Redfield Leukämie diagnostiziert. Er starb am 17. August 1976, wenige Monate, nachdem der Oscar-prämierte Film veröffentlicht wurde.

## Filmografie (Auswahl)
- 1939: Back Door to Heaven
- 1955: Die Eroberung des Weltalls (Conquest of Space)
- 1956: Auch Helden können weinen (The Proud and Profane)
- 1957–1961: Alfred Hitchcock präsentiert (Alfred Hitchcock Presents, Fernsehserie, 3 Folgen)
- 1958: Links und rechts vom Ehebett (I Married a Woman)
- 1958: Kitty Foyle (Fernsehserie, 119 Folgen)
- 1961: Rauchende Colts (Gunsmoke, Fernsehserie, 1 Folge)
- 1961: The Connection
- 1961: Gnadenlose Stadt (Naked City, Fernsehserie, 1 Folge)
- 1963–1964: Preston & Preston (The Defenders, Fernsehserie, 2 Folgen)
- 1964: Hamlet
- 1965: Morituri
- 1965: Verliebt in eine Hexe (Bewitched, Fernsehserie, 1 Folge)
- 1966: Duell in Diablo (Duel at Diablo)
- 1966: Die phantastische Reise (Fantastic Voyage)
- 1967: All Woman
- 1970: The Sidelong Glances of a Pigeon Kicker
- 1971: Keiner killt so schlecht wie ich (A New Leaf)
- 1971: So gute Freunde (Such Good Friends)
- 1972: Vier schräge Vögel (The Hot Rock)
- 1972–1975: Maude (Fernsehserie, 3 Folgen)
- 1974: Männerwirtschaft (The Odd Couple, Fernsehserie, 1 Folge)
- 1974: Bei mir liegst du richtig (For Pete’s Sake)
- 1974: Ein Mann sieht rot (Death Wish)
- 1975: Die schwarze Liste (Fear on Trial, Fernsehfilm)
- 1975: Einer flog über das Kuckucksnest (One Flew Over the Cuckoo’s Nest)
- 1976: Reich & arm II (Rich Man, Poor Man, Fernseh-Miniserie, Folge 1x01)
- 1976: Spencers Piloten (Spencer's Pilot, Fernsehserie, Folge 1x04)
- 1977: Mister Billion (Mr. Billion)